# Link Project
Il LINK Project, meglio conosciuto semplicemente come LINK (acronimo di L'Isola nel Kantiere), era una Associazione di Promozione Sociale indipendente che aveva sede in Via Fioravanti a Bologna. La Associazione, oltre alla propria programmazione, curava alcuni importanti festival, rassegne ed eventi culturali nell'ambito della musica, del teatro, del cinema, delle arti visive e dell'editoria (Art'O. Cultura e politica delle arti sceniche o L'House Organ), spesso in cooperazione con altre associazioni, enti ed istituzioni.
Nel 2001 fu fondata l'Associazione LINK Associated per la gestione dello spazio, che poi nel 2004, con il cambio di sede in quello che viene soprannominato il Cubo di Via Fantoni a Bologna, andò a sostituire il nome precedente.

## Storia del LINK Project

### 1994-2004: Il LINK di Via Fioravanti
Nel 1991, all'indomani dello sgombero dell'Isola del Kantiere, un centro sociale occupato di Bologna che aveva sede in un'ala in ristrutturazione del teatro Arena del Sole, nacque l'esigenza di trovare assieme al Comune di Bologna un nuovo spazio da dedicare ai progetti culturali che in precedenza venivano sviluppati all'interno del centro. Il patteggiamento per il nuovo spazio venne allora condotto con la mediazione di Silvia Bartolini, e, in rappresentanza del centro,  da Daniele Gasparinetti e dal collettivo Damsterdamned, affiancato da ex partecipanti alla vecchia Isola, come Camacho, e da un certo numero di associazioni, collettivi e gruppi che si riunivano in uno stabile di Via Guerrazzi. Fu però solo il 31 marzo 1993 che, in una trasmissione della televisione pirata Pratello, il nucleo centrale del gruppo presentò il nome Link Project. Fu poi solo nel 1994 che il Comune individuò nell'ex-magazzino farmaceutico di Via Fioravanti 14, proprio dietro la Stazione di Bologna Centrale, uno spazio adeguato al nuovo club, che così poteva avvalersi di cinque grandi sale per spettacoli, concerti e dj set (blu, bianca, schwarzraum, sala nera, dance hall), un bar, una libreria, un internet point, oltre a delle sale dedicate alla produzione e non aperte al pubblico. Molti i gruppi che parteciparono al progetto associativo e tra questi Officina Ciclope, Officine Alchemiche, Loew, Optimix, che agivano in diversi campi, dalla videoarte al Cinema, dalla performance art alla produzione musicale. Per il nuovo centro si decise di seguire modelli diversi dalle esperienze dei tipici centri sociali italiani, più vicini a quelli nord europei di club come Melkweg di Amsterdam o Podewil di Berlino, in modo da poter far confluire nel nuovo spazio i vari gruppi (allora chiamati "redazioni"), in una sorta di struttura in coworking, in cui trovassero spazio le specializzazioni di tutti, e anche attività laboratoriali esterne ed autonome. Tutte queste realtà, fra le altre cose, partecipavano alle attività di clubbing che il centro proponeva.
1994/1995
Il Link aprì l'11 aprile 1994 con un concerto dei The Work dell'ex Henry Cow Tim Hodgkinson. La programmazione del Link andò nel tempo strutturandosi in diversi contenitori, di cui spesso la sala in cui venivano realizzati ne erano l'emblema, in modo da poter dare alle proposte una struttura anche visiva, quasi da palinsesto. Furono quindi proposti fin dal primo anno alcune sigle che perdureranno negli anni come Cinema Nootropico Notturno (da Star Trek al porno) ed il Nuovo Cinema Inferno per le proiezioni cinematografiche, Altre Musiche per la musica contemporanea e sperimentale, le serate di EDM Dancerzone, le presentazioni delle produzioni video bolognesi in Extraschermo, oppure la collaborazione con il festival TTV Performing Arts on screen che prevedeva una serie di proiezioni periodiche di video legati a spettacoli di teatro e danza che nel '94 vide tra gli altri Harold Vasslin, Antonio Rezza, il Teatro Valdoca. Vi erano poi serate organizzate in collaborazione con altre realtà come con la rivista Neural, AngelicA - festival internazionale di musica, Festival del film Locarno o con il Audio Visual Experimental Fest di Arnhem. I concerti erano molto eterogenei, con una programmazione che vedeva spaziare dalla musica contemporanea all'improvvisazione libera (Schiaffini-Colombo Duo, Irto Scaleno, Jana Dunaway & Evan Gallagher, Specchio Ensemble, Chris Cutler, Roberto Paci Dalò, Italiano string trio, ) e , dalla musica rock (Swamp Terrorists, Sonic Violence, La Crus, Umberto Palazzo ed il Santo Niente), all'elettronica (Kinestesia, Aphex Twin) alla musica industriale (Left Hand Right Hand - ex Clock DVA, MGZ, Contropotere, Sclhauch). Molti poi gli spettacoli teatrali presentati come "L'Occhio Belva" dei Motus, "Antigone" di Lenz Rifrazioni. In questi anni poi, erano molto attivi i collegamenti con Sarajevo, da cui venivano inviati reportage e film sulla città appena uscita dalla guerra, in quegli anni regolarmente programmati dal centro sociale.
1995/1996
La stagione 1995/1996 si aprì con lo spettacolo Mondo (Mondo) del Teatrino Clandestino.
2004 La chiusura
Nel 2004 il LINK Project chiuse per riaprire con modi e progetti molto diversi nel nuovo LINK Associated di Via Fantoni. Viene comunque ricordato ancora oggi come uno dei Centri Culturali più importanti d'Italia degli anni '90, sia per qualità della ricerca che per lo sviluppo di progetti che coinvolgevano esperienze da tutta Europa

## Produzioni legate al LINK Project
- 1994/2000 - House organ (Rivista ufficiale del Link Project)
- 1997 - Prozac+ - Acida (Videoclip, Opificio ciclope)
- 1997 - Sigla di Crazy Dance Network programma televisivo sul mondo della notte in onda su Odeon TV (Opificio ciclope)
- 1998 - Art'O. Cultura e politica delle arti sceniche (Rivista sul teatro e la performance art diretta da Gianni Manzella)
- 2000 - Netmage. Piccola enciclopedia dell'immaginario tecnologico: media, arte, comunicazione (Catalogo della 1ª edizione del Netmage edito per la Oscar Mondadori)

## Filmografia
- 1998 - LINK Project - documentario di 30' prodotto da Rai – Rai International per la trasmissione L’Italia che va. Buone notizie. Regia di Bernardo Bolognesi, Francesco Merini